# 加賀温泉郷

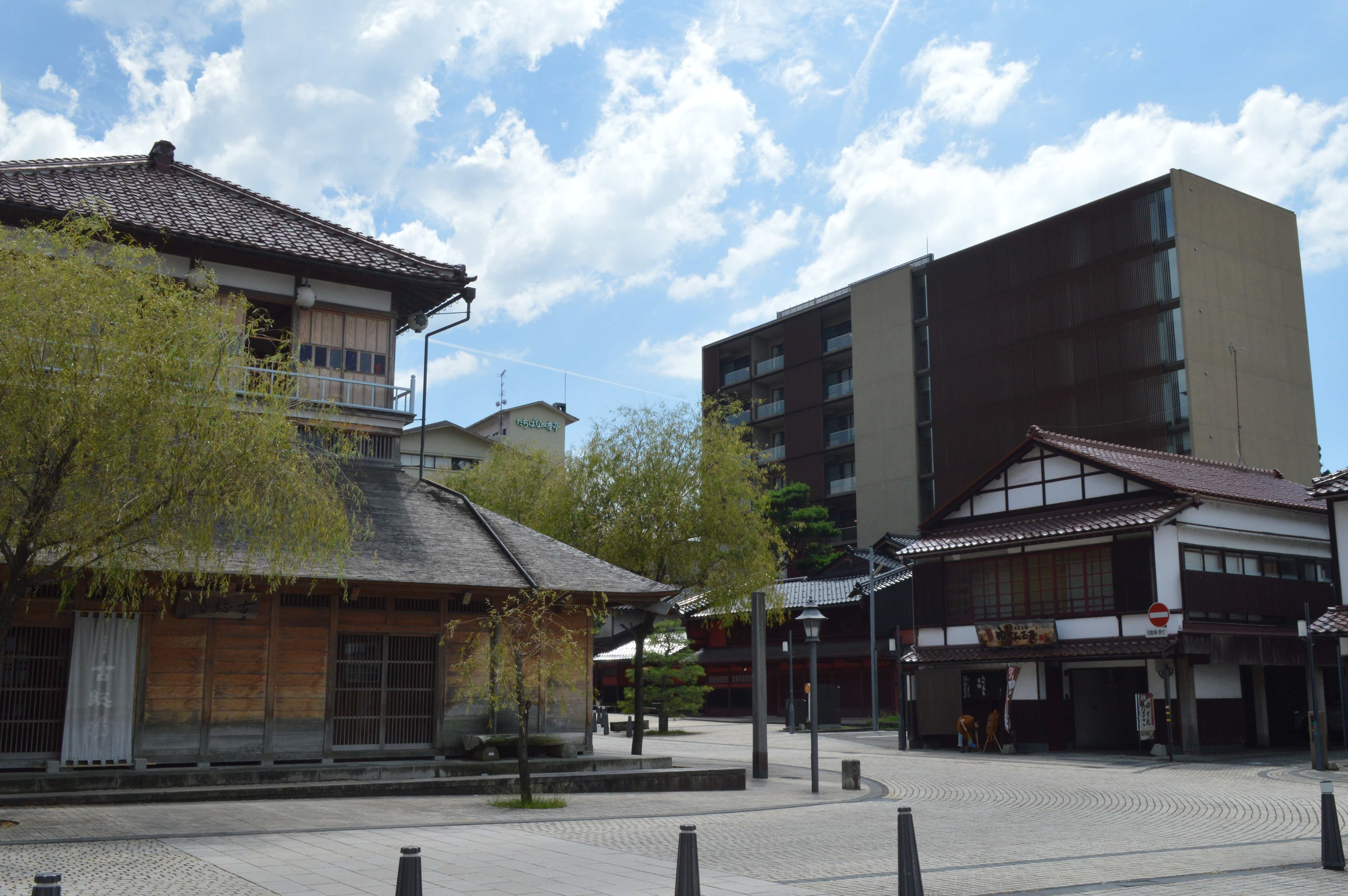
加賀温泉郷のひとつ・山代温泉

加賀温泉郷（かがおんせんきょう）は、石川県の加賀市と小松市にある温泉の総称（温泉郷）。主に小松市の粟津温泉、加賀市の片山津温泉、山代温泉、山中温泉の4つの温泉を表す名称として使われることが多く、「加賀四湯」とも呼ばれている。その地理的に「関西の奥座敷」と評されることもある。
湯快リゾートが山代温泉で廃業したホテル「花月荘」を取得し、同社の1号店「彩朝楽」として2004年8月にオープン。2008年には大江戸温泉物語が片山津温泉の「ホテルながやま」を買収・再生するなど、廃業等の宿泊施設を買収して再生させる「格安ホテルチェーン」の進出が著しい。

## 温泉地
- 粟津温泉
  - 開湯1300年の歴史を持ち、泰澄により発見されたと伝えられている。開湯当時からの旅館が今でも営業しており、長い歴史を持つ宿泊施設の1つに数えられる。
- 片山津温泉
  - 加賀市市街地から北の方角の柴山潟のほとりにある。歓楽温泉として知られた。1653年（承応2年）に発見され、明治時代に入ってから温泉として開発された。4つの温泉街の中では最も歴史が浅い。
- 山代温泉
  - 北陸3県でも最大級の温泉街の1つ。4つの温泉街の中心に位置する。かつては北陸有数の歓楽温泉として栄えた。1300年以上の歴史があり、ヤタガラスの開湯伝説が残っている。北大路魯山人や与謝野晶子など多くの文化人が訪れた。
- 山中温泉
  - 行基による開湯伝説があり、1300年の歴史があると伝えられる。この他にも長谷部信連の開湯伝説がある。蓮如や松尾芭蕉など多くの著名人が滞在した。鶴仙渓と呼ばれる景勝地があり、温泉客の散策地として人気がある。

## イベント・PR活動
- 菖蒲湯祭り
- こいこい祭り（山中温泉）
- 加賀四湯博 - 2008年より開催[3]。2018年には加賀楓（当時モーニング娘。に在籍）を加賀温泉郷観光大使に任命、PRポスターやパンフレットに起用している[4]。
- レディー・カガ（Lady Kaga） - 加賀温泉郷をPRするユニットとして2011年10月10日誕生。「レディー・カガ」という名称は、「おもてなしの心を持った加賀の女」をイメージしたという[5]。2017年には、加賀温泉駅に北陸新幹線を停車させるための「新幹線誘致プロジェクト“東京2023加賀”」により制作されたWeb動画「加賀市新幹線対策室Season1」にも出演している[6]。
- 加賀温泉郷フェス - 2012年より開催されている音楽フェスティバル。2015年までは柴山潟湖畔公園で開催されていたが、2016年以降、山代温泉の旅館・瑠璃光で開催されている[7]。

## 加賀温泉郷を舞台にした映像作品
- 温泉あんま芸者（1968年、東映）- 石井輝男監督による東映ポルノで"東映温泉芸者シリーズ"第一弾。粟津温泉が舞台。
- 温泉こんにゃく芸者 (1970年、東映) - 中島貞夫監督の"東映温泉芸者シリーズ"作品。片山津温泉が舞台。
- こおろぎ橋（1978年（昭和53年）、TBS系テレビ小説）- 女優樋口可南子のデビュー作で当時江沼郡山中町菅谷町に居住していた佐々木守の脚本。山中温泉が舞台。
- おあねえさん（1981年、東海テレビ）- 花登筺原作。片山津温泉が舞台。
- はるちゃんシリーズ（第1〜第3シリーズおよび第4シリーズの途中）- 1996年（平成8年）から2000年（平成12年）までフジテレビ系（東海テレビ製作）で放送の昼ドラマ。山中温泉が舞台。
- レディ加賀 - 2024年2月公開の映画。雑賀俊朗監督作品。主演小芝風花[8]。